# 吴敏生
吴敏生（1946年8月—2019年9月7日），男，福州平潭人，中国机械工程师，曾任清华大学教务长、福州大学校长。

## 生平
1946年出生于福建平潭县。1970年毕业于清华大学机械系，后获得亚琛工业大学博士学位。任教于清华大学。1993年担任清华大学教务长。2002年8月担任福州大学校长，2010年5月退休。
2019年9月7日在福州逝世，享年73岁。